# Mura di Barletta
Le mura di Barletta costituiscono l'antico strumento difensivo della città. Questa è stata sottoposta a numerose dominazioni, avvicendatesi nel corso dei secoli, che ne hanno modificato l'assetto territoriale e ne hanno ampliato i confini. Dell'antico apparato difensivo, originariamente caratterizzato da mura, porte, bastioni e torrioni, nonché dalla presenza del poderoso castello, oggi rimangono le mura a nord, che si affacciavano direttamente sul mare, il castello, Porta Marina e il Bastione Paraticchio. La definizione delle cinte murarie non è condivisa da tutti gli studiosi: alcuni mettono in dubbio le date di costruzione, altri il loro posizionamento. Questo accade anche a causa della carenza di scavi archeologici che potrebbero altresì riportare alla luce testimonianze utili allo studio.

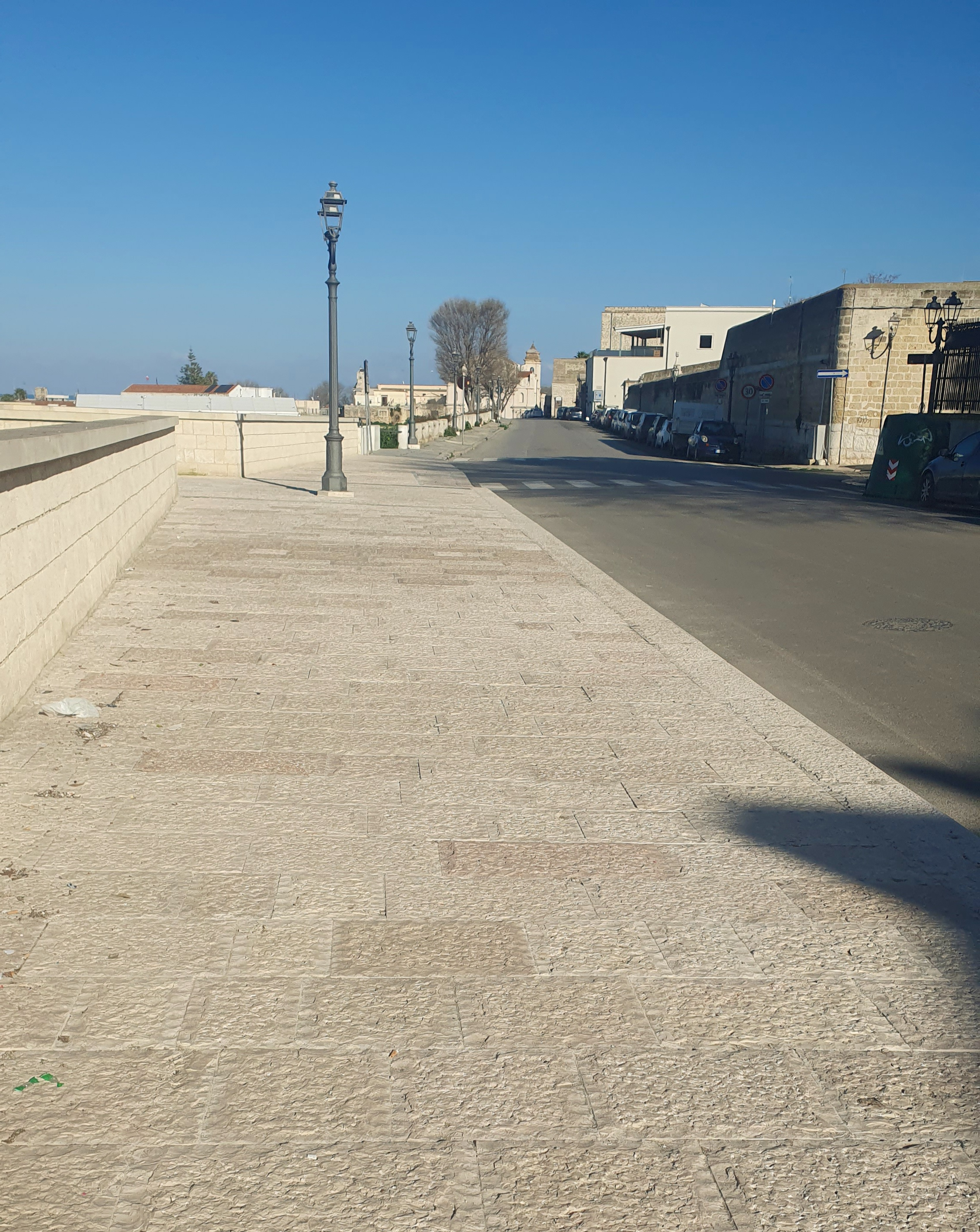
il viale si estende dal Paraticchio a Piazza Marina

## La prima cinta urbica normanna
La prima cinta urbica sembra sia stata eretta tra il 1046 e il 1050 per volere di Pietro il normanno. La prima cinta muraria delimitava il nucleo urbano di Santa Maria, localmente chiamato della marineria e si difendeva dal mare attraverso Porta Marina. Questa però non corrisponde alla porta oggi visibile ma era situata nel punto di chiusura verso il mare di via Sant'Andrea (una strada che scende a mare da via Duomo, che un tempo finiva come le sue parallele sulle mura di San Cataldo e che 2 secoli fa fu letteralmente scavata per creare una nuova discesa a mare, come dimostrato dai riempimenti visibili sulle facciate dei palazzi che vi si affacciano e dalla scalinata di accesso alla chiesa di S.Andrea, un tempo a livello della strada) e a fianco di essa vi era il Palazzo della Dogana. Corrisponde quindi verosimilmente a quell'arco a sesto acuto in asse alla Porta Marina settecentesca e prospiciente la chiesa di S.Cataldo (un tempo fuori dalla mura). Le mura medievali costeggiavano l'attuale piazza Pescheria e proseguivano fino a Porta Gloria, compresa tra la chiesa del Purgatorio e Palazzo Bonello, lungo l'attuale omonimo vicolo Gloria. Il percorso murario seguiva via del Cambio, l'attuale via Cavour, detta del cambio per la presenza dei cambiavalute proprio lungo questo tratto viario, fino all'antico Torrione di Romano, per poi abbracciare l'attuale viale che conduce al castello, terminando con Porta Castello.
Della prima cinta muraria rimangono: la torre normanna del castello (inglobata nelle successive opere murarie del castello e tuttora visitabile); la Porta Marina medioevale; un'imposta d'arco su via Cialdini, di fronte al Monte di Pietà (identica per fattura a quelli della Porta Marina medievale)

## La seconda cinta urbica normanna

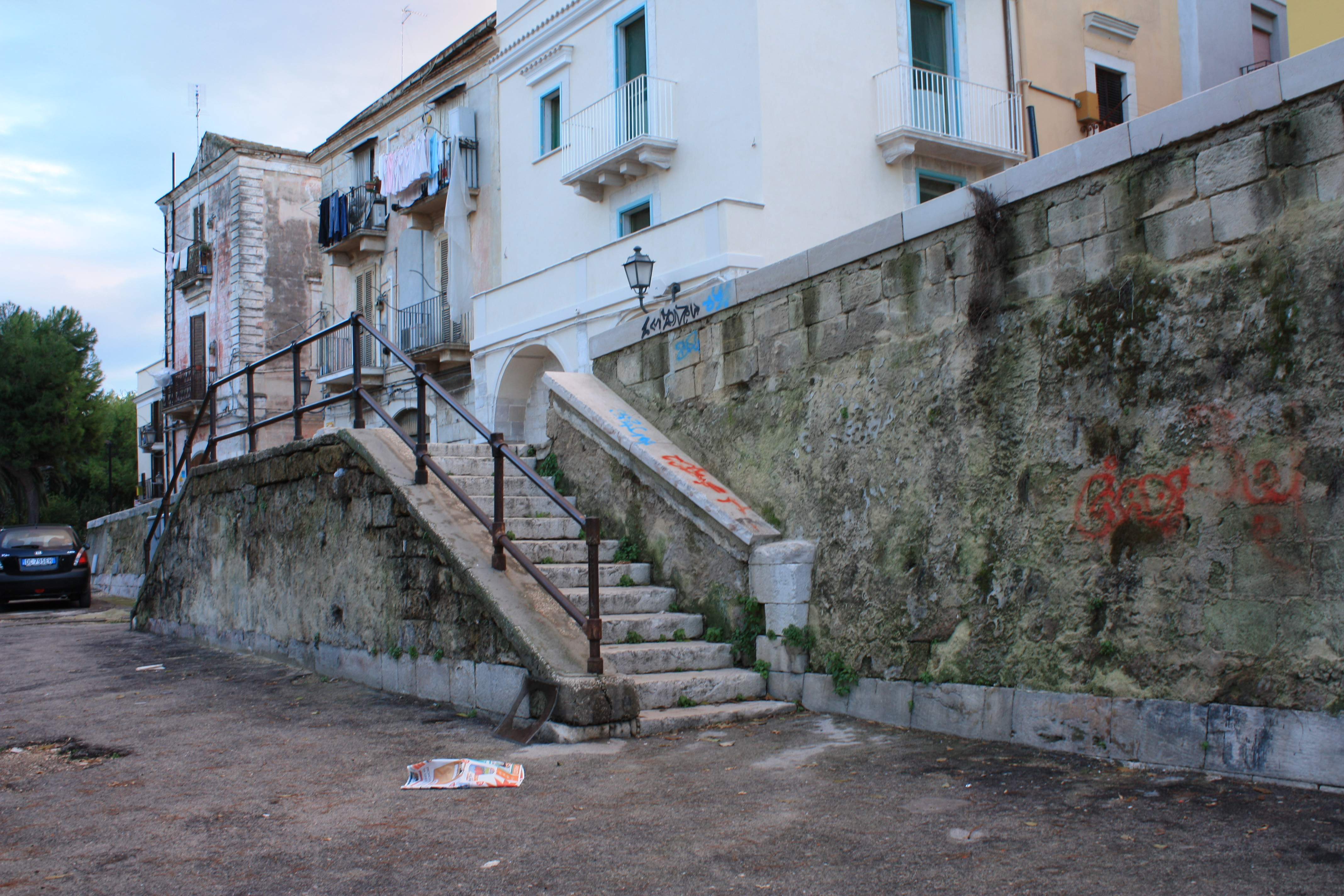
Una delle scalinate utili per superare le mura, prima della ristrutturazione

Il 1156 è l'anno della distruzione di Bari. Barletta vede un notevole flusso migratorio in entrata di cavalieri crociati, banchieri, mercanti che unitamente alla distruzione dell'attuale capoluogo pugliese, ha permesso la costruzione di numerosi edifici civili e religiosi di notevole importanza logistica, come la basilica del Santo Sepolcro. Tra il 1156 e il 1162 viene edificata la seconda cinta muraria per volere di Guglielmo I di Sicilia, detto il Malo. La cinta urbica viene ampliata a sud, inglobando il nucleo delle sette rue e il Sepolcro. Su via della Selleria, l'attuale corso Garibaldi, viene eretta Porta Croce. Il tracciato di via della Cordoneria, l'attuale corso Vittorio Emanuele, era chiuso invece verso Canosa di Puglia da Porta Reale antica.

## La terza cinta urbica angioina
Nel 1268 vi è un ulteriore ampliamento della cinta muraria, ancora una volta verso l'entroterra, a meridione, per volere di Carlo I d'Angiò. Nei pressi del castello la città viene munita di una porta verso Trani, che prende appunto la denominazione di Porta Trani. La strada del Cambio, precedentemente extra moenia, entra a far parte delle mura e con essa anche la chiesa di Santa Lucia, costruita a partire dal 1215.

## La quarta cinta urbica angioina
Ulteriori ampliamenti della cinta muraria vi sono intorno al 1300 per volere di Carlo II d'Angiò. Questa volta le mura si spingono sia a sud-est, con l'abbattimento dell'antico Torrione di Romano e la costruzione di un nuovo torrione dello stesso nome in corrispondenza dell'attuale Via Pappalettere (già Via Santa Lucia) presso l'angolo di Vicoletto Santa Lucia, e di Porta San Leonardo, che sostituisce Porta Trani; sia a nord-ovest, verso il mare, inglobando tutto il tracciato della strada delle Carrozze, l'attuale via Cialdini, sede di numerosi edifici conventuali, come la nascente chiesa di San Ruggero, precedentemente intitolata a Santo Stefano, e il Monte di Pietà, fino a lambire l'attuale via Mura del Carmine.

## La quinta cinta urbica aragonese

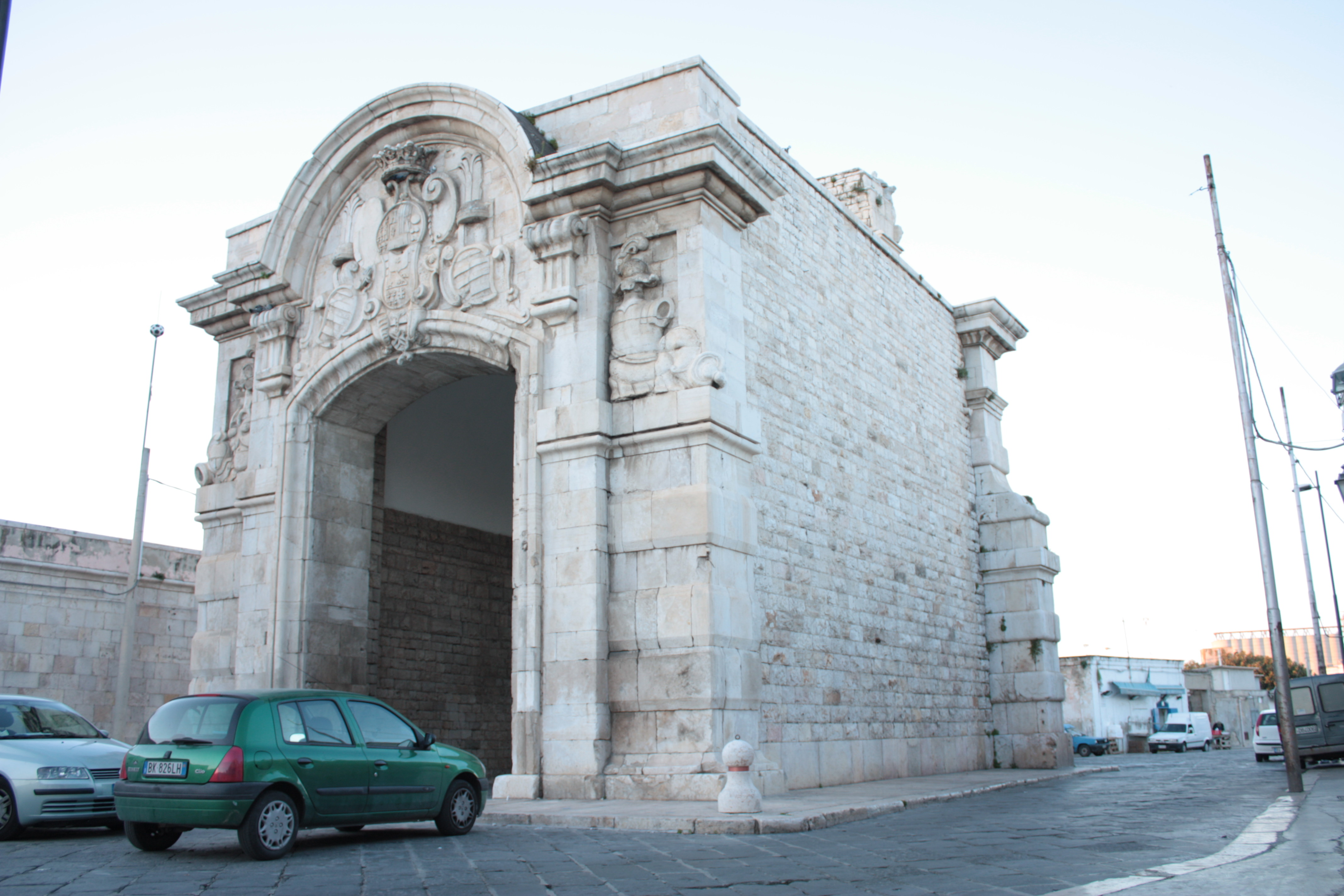
Porta Marina, l'unica porta superstite

Tra il 1514 e il 1519 vi è il primo grande ampliamento della cinta muraria da parte della dominazione aragonese, da parte di Ferdinando II d'Aragona. 
La città si spinge in maniera decisamente marcata verso Canosa, inglobando la via della città più esposta agli attacchi dal mare, via Mura del Carmine, la chiesa di San Giacomo e la chiesa di Sant'Agostino con l'attiguo convento e proteggendo in maniera possente la città a sud, dai possibili attacchi provenienti dall'entroterra.
A quei tempi Barletta doveva apparire alquanto disomogena dal punto di vista architettonico e sociale. Divisa in borgate, ognuna di esse si caratterizzava per differenti tipologie abitative e aspetti sociali: il borgo di Santa Maria costituito da marinai e pescatori; il borgo di San Giacomo per lo più da contadini; il resto della città da artigiani e aristocratici.
Tra il finire del XV secolo e durante tutto il XVI secolo la dinastia aragonese operò decisive trasformazioni a livello architettonico, che videro in alcuni casi una vera e propria sostituzione di blocchi di edificati, che andarono ad influenzare i più intrinseci aspetti socio-economici: la costruzione di Palazzo Bonello, nei pressi dell'antica Porta Gloria, il carcere, la chiesa di San Domenico, l'ampliamento della chiesa di Santa Maria Maggiore, il palazzo arcivescovile, il Monte di Pietà.
In questo periodo le mura sono caratterizzate a nord-ovest dalla presenza del possente bastione conosciuto come il Paraticchio. Le mura proseguivano verso est incontrando il porto, con accesso alla città mediato da Porta Marina, a nord-est il castello e scendendo verso sud vi era Porta San Leonardo. Le mura abbracciavano allora il centro abitato da est ad ovest e presentavano, in ordine: il summenzionato nuovo Torrione di Romano; la polveriera; Porta Croce e l'omonimo torrione in corrispondenza dell'intersezione tra Corso Garibaldi (già via della Selleria) e via Geremia di Scanno; Porta Nuova, costruita nel 1519, con la rispettiva torre, laddove oggi è situata piazza Aldo Moro (già piazza Roma, e prima ancora Piazza San Sebastiano e Piazza Porta Nuova). In seguito le mura si allargavano ulteriormente a sud per cingere la chiesa di Sant'Agostino, con l'adiacente torrione, e si chiudevano a sud-ovest con il bastione che prendeva il nome dalla vicina chiesa. Le mura salivano poi nuovamente verso nord dove Porta Napoli costituiva il punto d'accesso alla città su via della Cordoneria, oggi corso Vittorio Emanuele. La strada Porta Reale (attuale via Manfredi) terminava ad ovest con Porta Reale e con l'adiacente torrione che da essa prendeva la sua denominazione, fino a concludersi nuovamente con il Paraticchio.

## La sesta cinta urbica spagnola
La cinta muraria sarà per l'ultima volta ampliata tra il 1541 e il 1542 per decisione di Carlo V di Spagna, con la costruzione a sud-est del bastione di San Nicola, a forma di lancia. Frattanto, a partire dal 1532, si erano iniziati i lavori di incamiciamento delle antiche strutture angioine, sveve e normanne del Castello da parte degli spagnoli, lavori che termineranno completamente solo nel 1598 e che daranno alla fortezza l'aspetto simmetrico e possente che possiamo ammirare oggi.

## L'abbattimento della cinta urbica

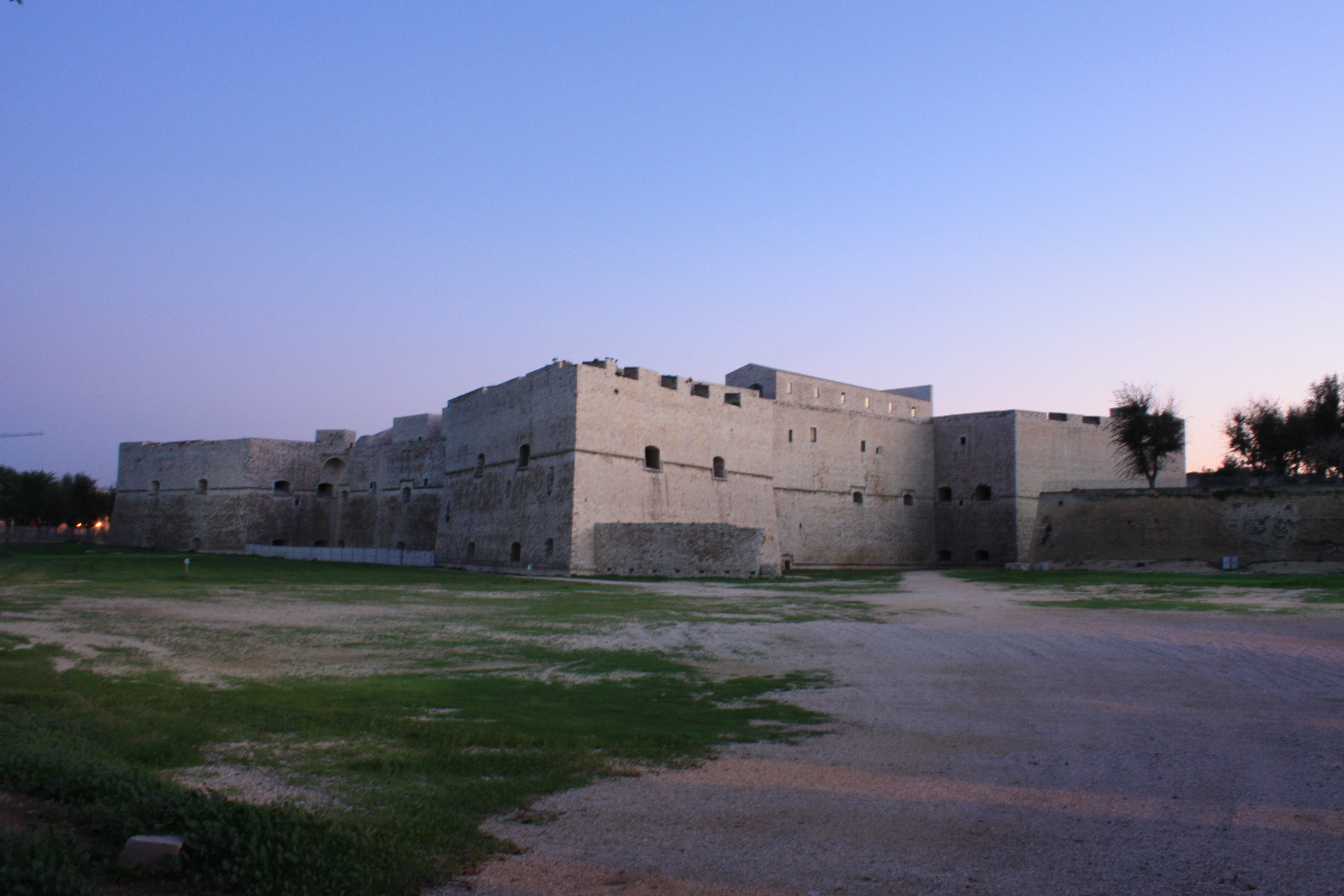
Il frammento rimanente nei pressi del Castello

Nel 1859 Francesco II di Borbone autorizzò il Comune all'abbattimento delle mura delle città, che inizierà solo durante l'anno successivo, a partire da quelle poste a sud, che ne ostacolavano l'espansione, ne impedivano il commercio con le città limitrofe e la costruzione della ferrovia con la relativa stazione, delle piazze e degli stabilimenti industriali.
Oggi dell'antica cinta muraria restano:
- il castello;
- un frammento a nord-ovest nei pressi del fossato del castello e ad esso attiguo (più propriamente, un frammento di paratia che bloccava l'accesso al fossato del castello dal mare)
- le fortificazioni a mare (le "mura del Carmine", dall'omonima chiesa nei pressi di porta Marina) con tutti i loro baluardi (anche se in pessime condizioni) fino al bastione conosciuto come il Paraticchio (termine di origine greca, letteralmente: "vicino alle mura"), che si affaccia sugli arenili della litoranea di ponente;
- un frammento in via Galliano, continuazione verso l'interno della linea muraria del Paraticchio
- l'imponente Porta Marina nell'omonima piazza.